# Olle Berggrund
Olle Gunnar Berggrund, född 7 juni 1926 i Lungsunds församling, Värmlands län, död 3 februari 2000 i Danderyd, var en svensk civiljägmästare samt verkställande direktör vid forskningsstiftelsen Skogsarbeten. Han invaldes 1971 som ledamot av  Skogs- och Lantbruksakademien och blev 1975 ledamot av Ingenjörsvetenskapsakademien.